# Лодовіко Поццосеррато
Лодовіко Поццосеррато (італ. Ludovico Pozzoserrato, англ. Lodewijk Toeput бл. 1550, Антверпен ? — до 1605) — фламандсько-італійський художник, фламандець за походженням. Справжнє ім'я Лодевійк Тейпут або Тупут.

## Життєпис
Належить до художників з маловідомою біографією. Не встановлені ні день та рік його народження, ні місце народження. За припущеннями він народився у 1550 або трохи пізніше. Серед міст, де міг народитися — Мехелен та Антверпен. З Антверпеном пов'язують його навчання, бо в середині XVI ст. місто було відомим центром мистецтва та центром новітніх стилістичних напрямків (Північне Відродження, північний маньєризм, раннє бароко). Низка майстрів Нідерландів відвідала свого часу Рим і Венецію. Ймовірно, престижність стажування у Італії розділяв і молодий художник Лодевійк Тейпут.
Про походження його творчості свідчить надзвичайний культ майстерного малюнка, притаманний митцям Нідерландів, прихильникам стилю маньєризм. Лодовіко Поццосеррато — один з найкращих малювальників другої половини XVI ст. Серед вчителів молодого художника міг бути Мартен де Вос, котрий сам відвідав Італію і працював у місті Венеція.

## Перебування в Італії
За припущеннями на початку 1570-х років він відбув у Венецію. Серед перших творів у Італії — шість пейзажних фресок у монастирі Пралья (Praglia) з помітними рисами живопису антверпенської школи. Тобто художник непогано володів технікою фрескового живопису, котрий так поціновували у Італії.
Перебування у Венеції пов'язують зі знайомством із іншим фламандським художником на ім'я Паувел Франк (1540—1596). Впливи творів Паувела Франка знайшли в картинах Лодовіко «Чотири пори року».
Наприкінці 1570-х років він відвідав Флоренцію і 1581 року задокументоване його перебування у папському Римі. Вже у лютому 1582 року він перебував у місті Тревізо.

## Життя і творчість в Тревізо
Як і свого часу Мартен де Вос, Лодовіко зробив спробу влаштуватися на працю у Венеції, столичному місті, де було вдосталь замов на портрети та картини для храмів і колекціонерів. Декотрий час він міг стажуватись в майстерні якогось венеційського художника, наприклад, Тінторетто. У всякому разі його твори італійського періоду несуть відбиток впливів декоративного живопису Паоло Веронезе і помітно менше Тінторетто. Він клопотав про зарахування до гільдії венеційських художників, але з міркувань позбавитись від талановитого іноземця венеційці не зарахували того до гільдії. Лодовіко вимушено покинув Венецію і оселився у Тревізо неподадік Венеції, де обдарований майстер не мав значного конкурентного тиску. Окрім Тревізо, брав замови з інших міст (Падуя, Конельяно, Монтебеллуно, на терафермі).
1601 року немолодий художник узяв шлюб з синьйориною Лаудамією Апройно. Точної дати смерті майстра не зберегли. Він помер до 1605 року.
Про фламандського майстра, що натуралізувався у Італії, писав Карел ван Мандер, схвально відгукнувшись про його пейзажні картини та фресковий живопис.

## Обрані твори

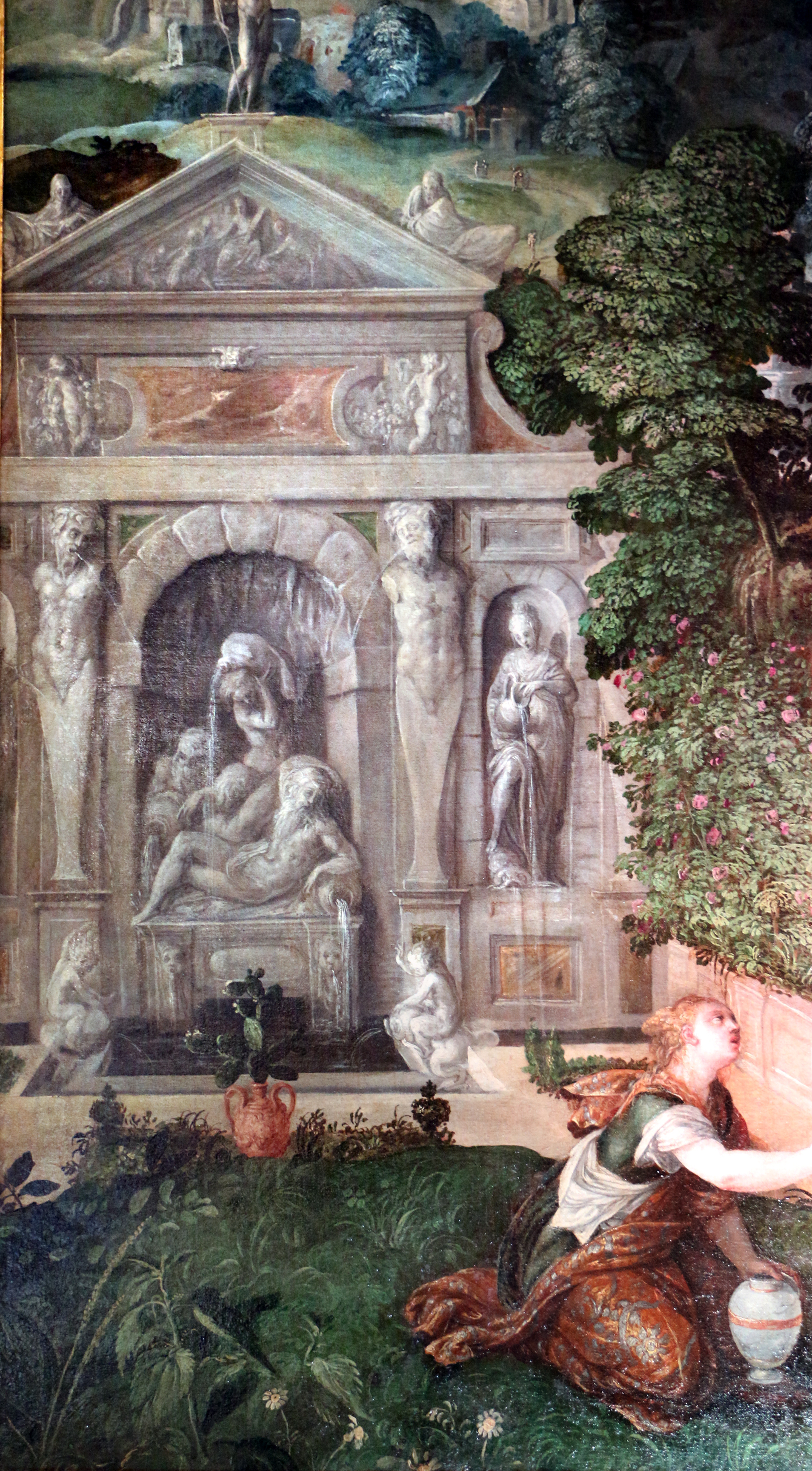
«Христос садівник» або «Не торкайся мене», Галерея Колонна, Рим. Сад і фонтан доби маньєризму

- «Пожежа в Палаці дожів», 1577 р.
- Церква св. Юстини, фреска, Падуя
- Церква Монті ді Пьєта, фреска, Тревізо
- «Чотири пори року», 1584, приватна збірка
- «Сусанна і старці»
- «Гріхопадіння перших людей та Вигнання з раю», фреска,
- Декоративні фрески, катедральний собор у Конельяно
- «Шляхетна пара в саду»
- «Будівництво Вавилонської вежі»
- «Сад насолод з лабіринтом»
- «Притча про багатія та бідного Лазаря»
- «Концерт просто неба»
- «Христос садівник» або «Не торкайся мене», Галерея Колонна, Рим
- Вілла Кьєрікаті Магна, бл 1590 р., шість пейзажних фресок «Місяці», Віченца
- Приміщення братства Скуола деї Баттуті, фрески, 1593 р., Конельяно

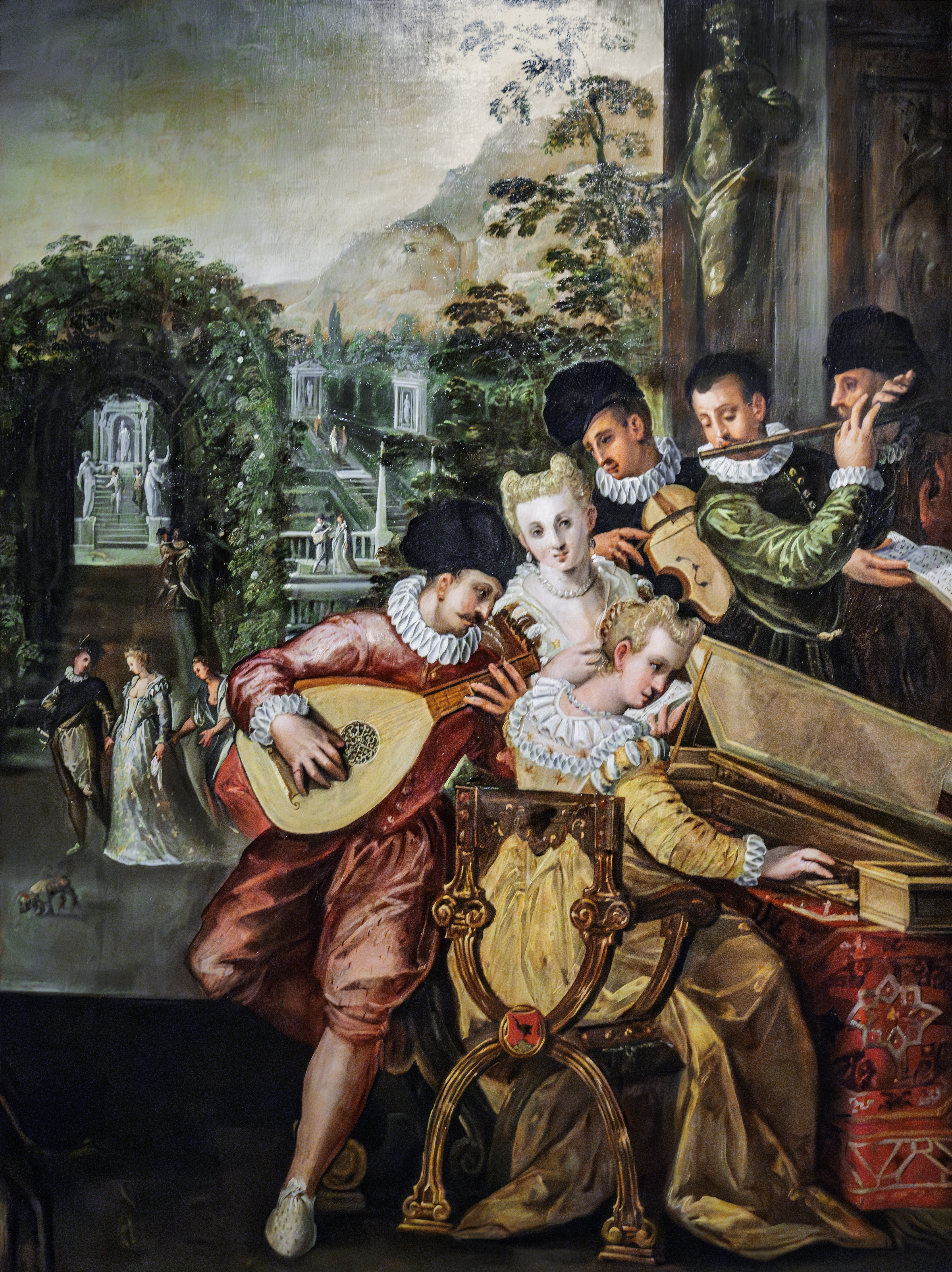
«Концерт на віллі», Міський музей (Тревізо)
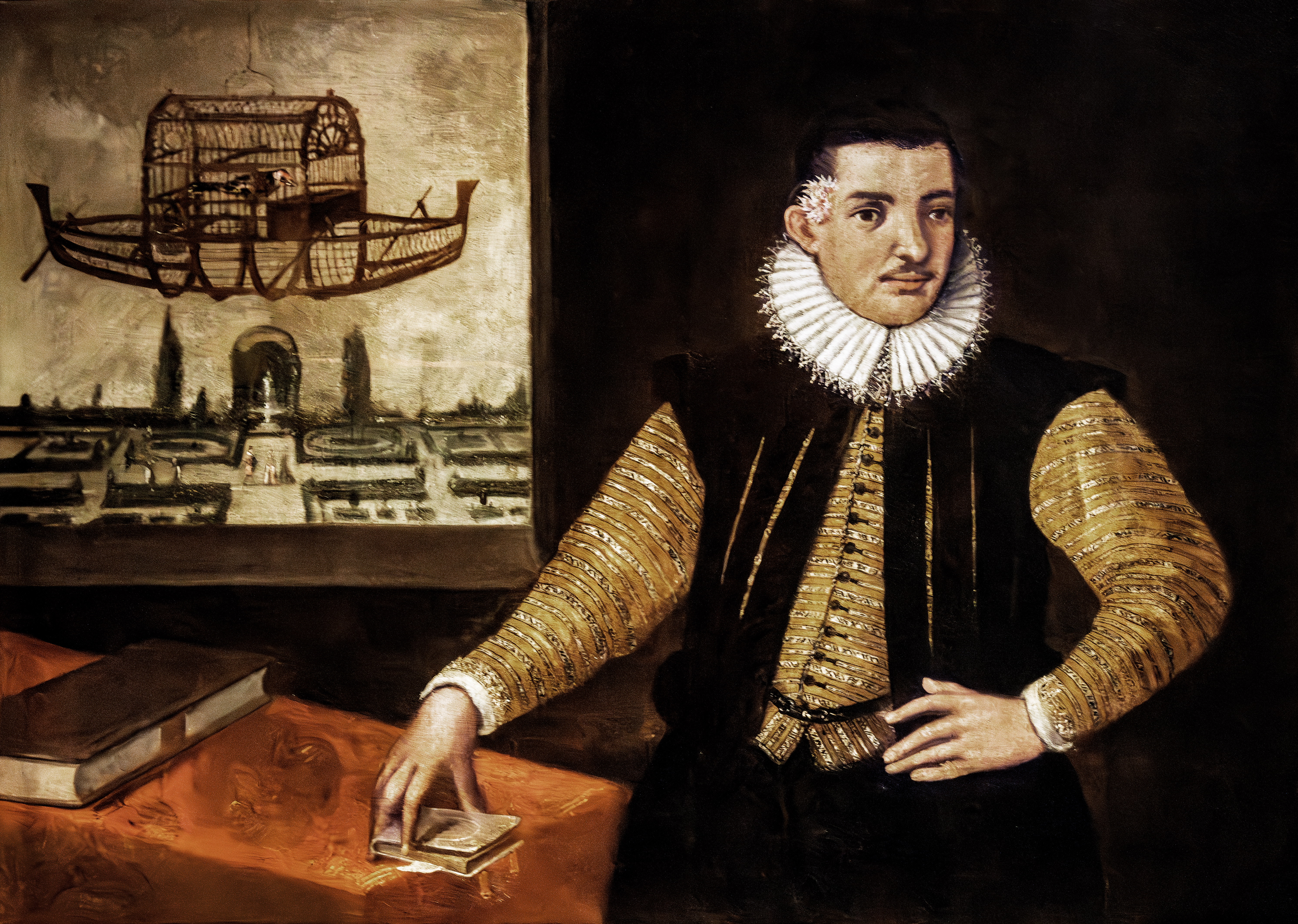
Портрет джентльмена в кабінеті,  Міський музей (Тревізо)
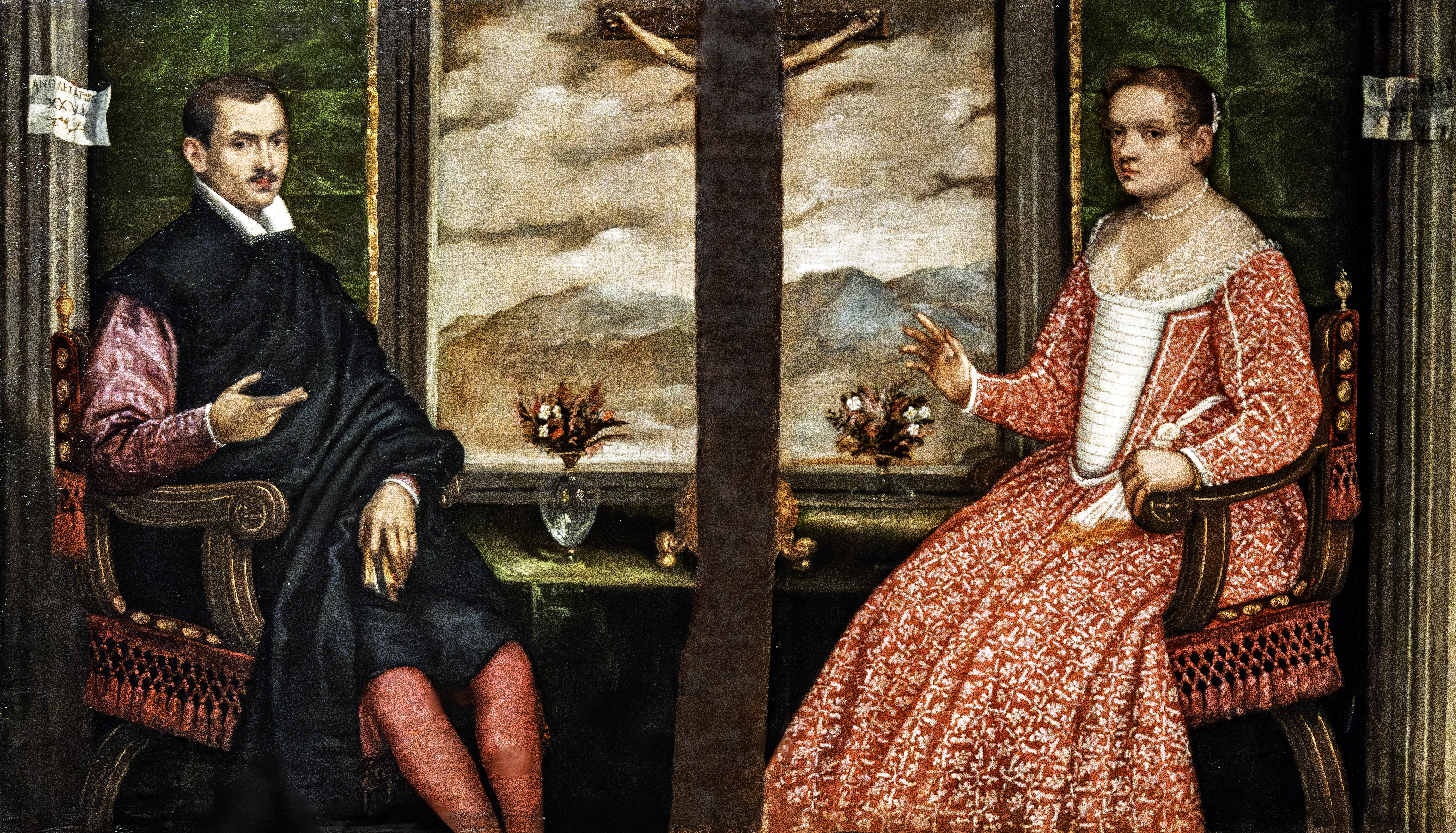
Портрет молодої пари - Громадський музей Санта-Катерина Тревізо
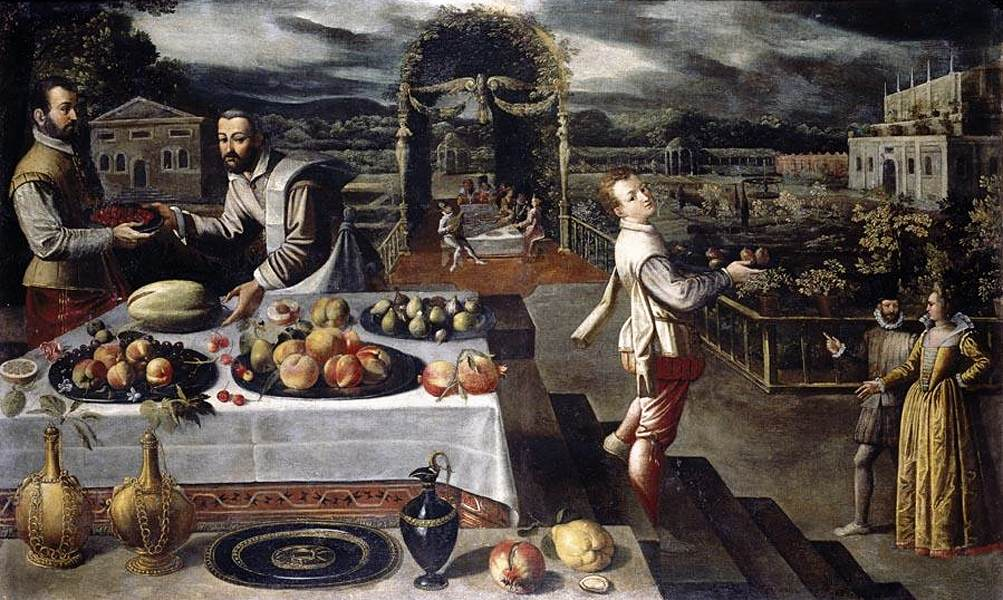
«Бенкет в заміському саду» кінець 16 ст., приватна збірка
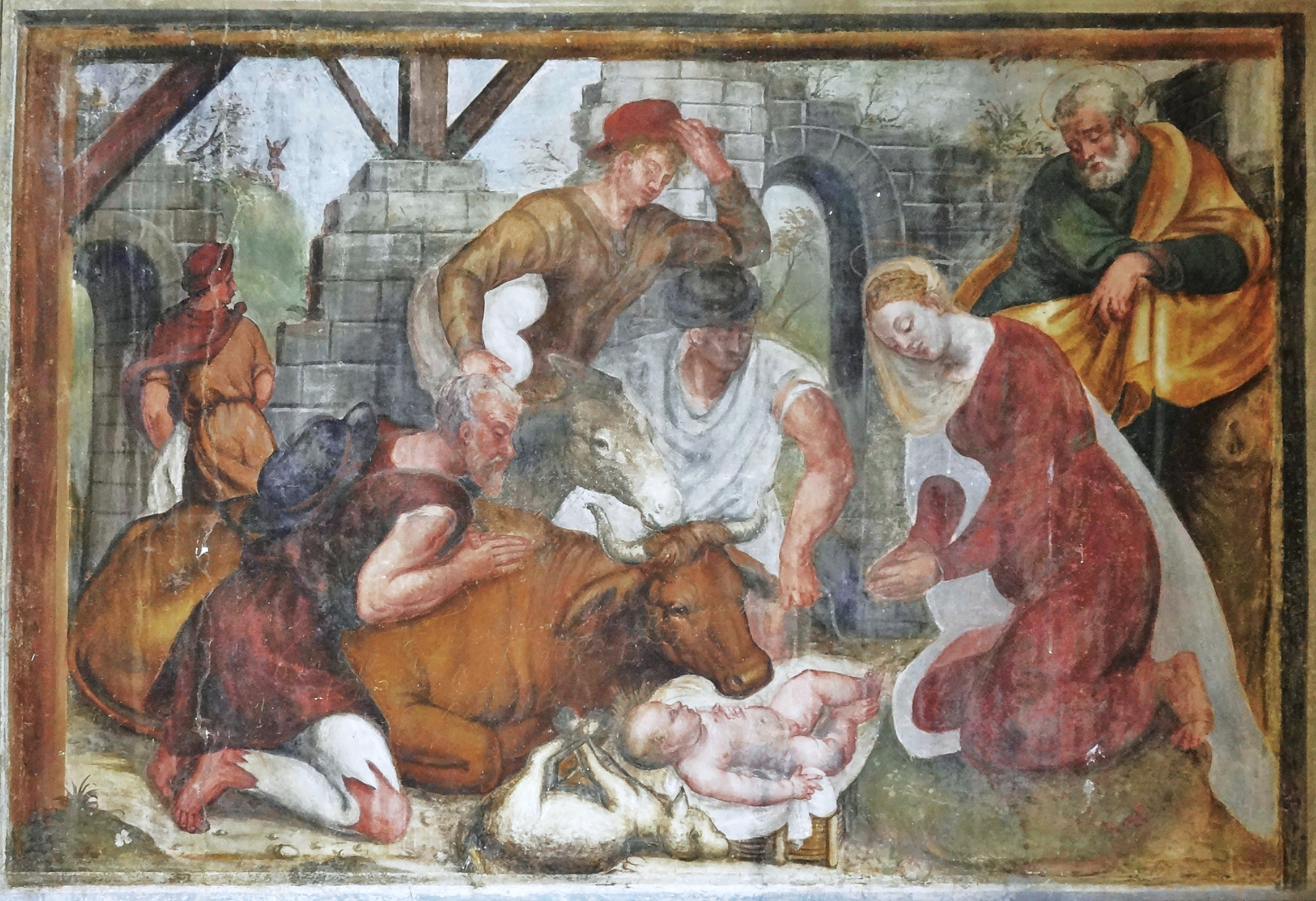
«Поклоніння пастухів немовляті Христу» або «Різдво», фреска, приміщення Скуола деї Баттуті, Конельяно
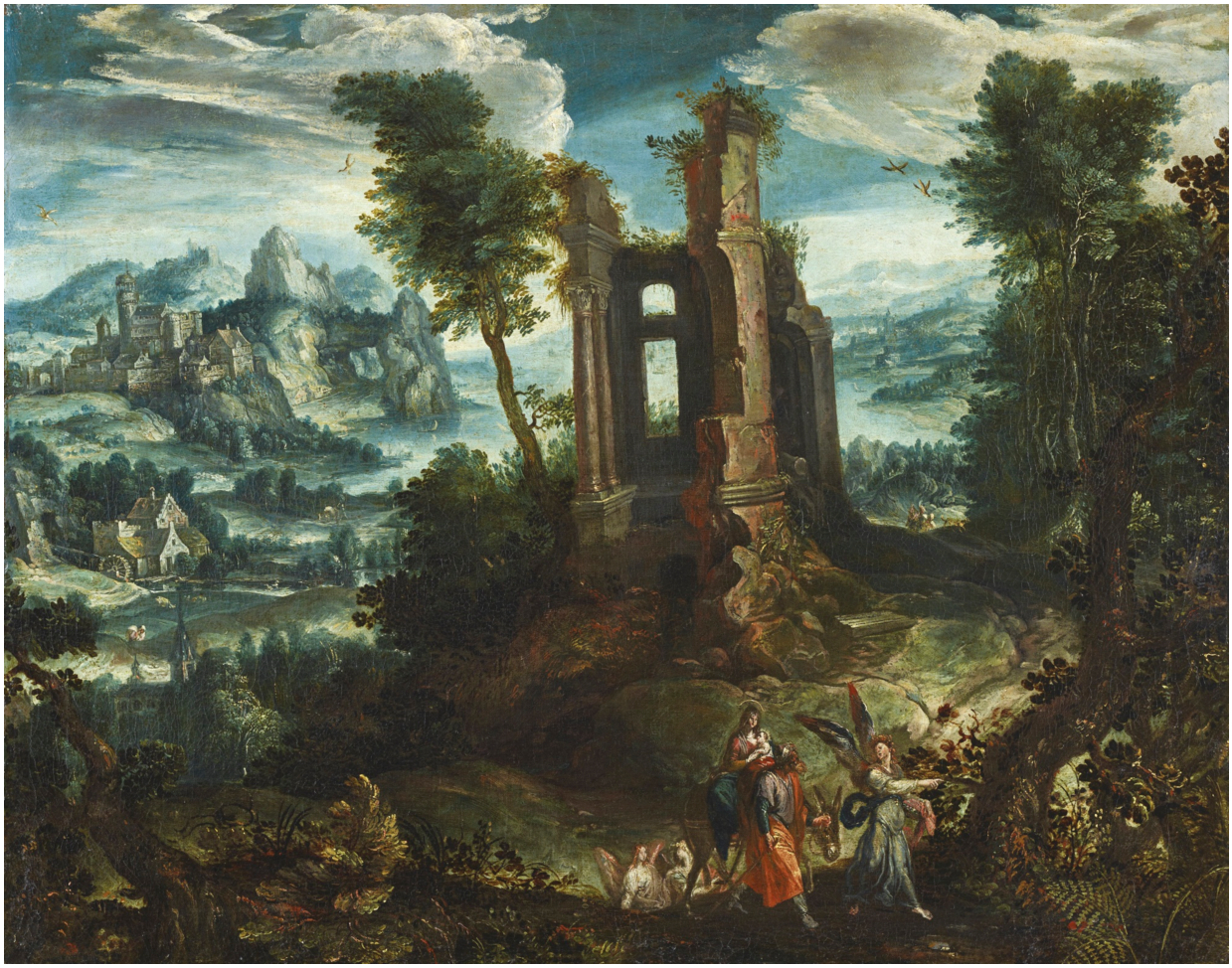
Пейзаж з втечею Святої Родини у Єгипет, до 1596 р., приватна збірка
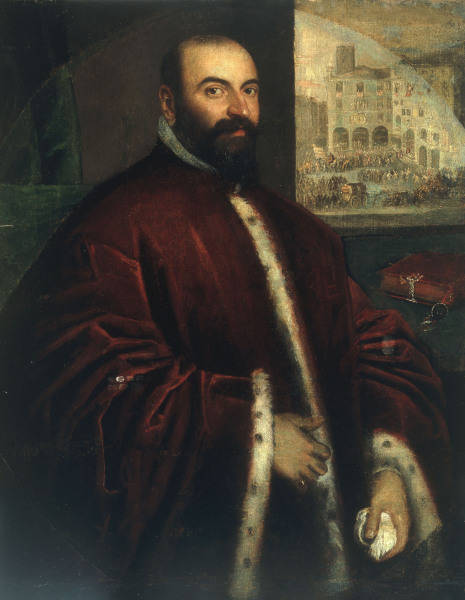
«Портрет голови магістрату»